# Menhir-Polissoir von Souhé

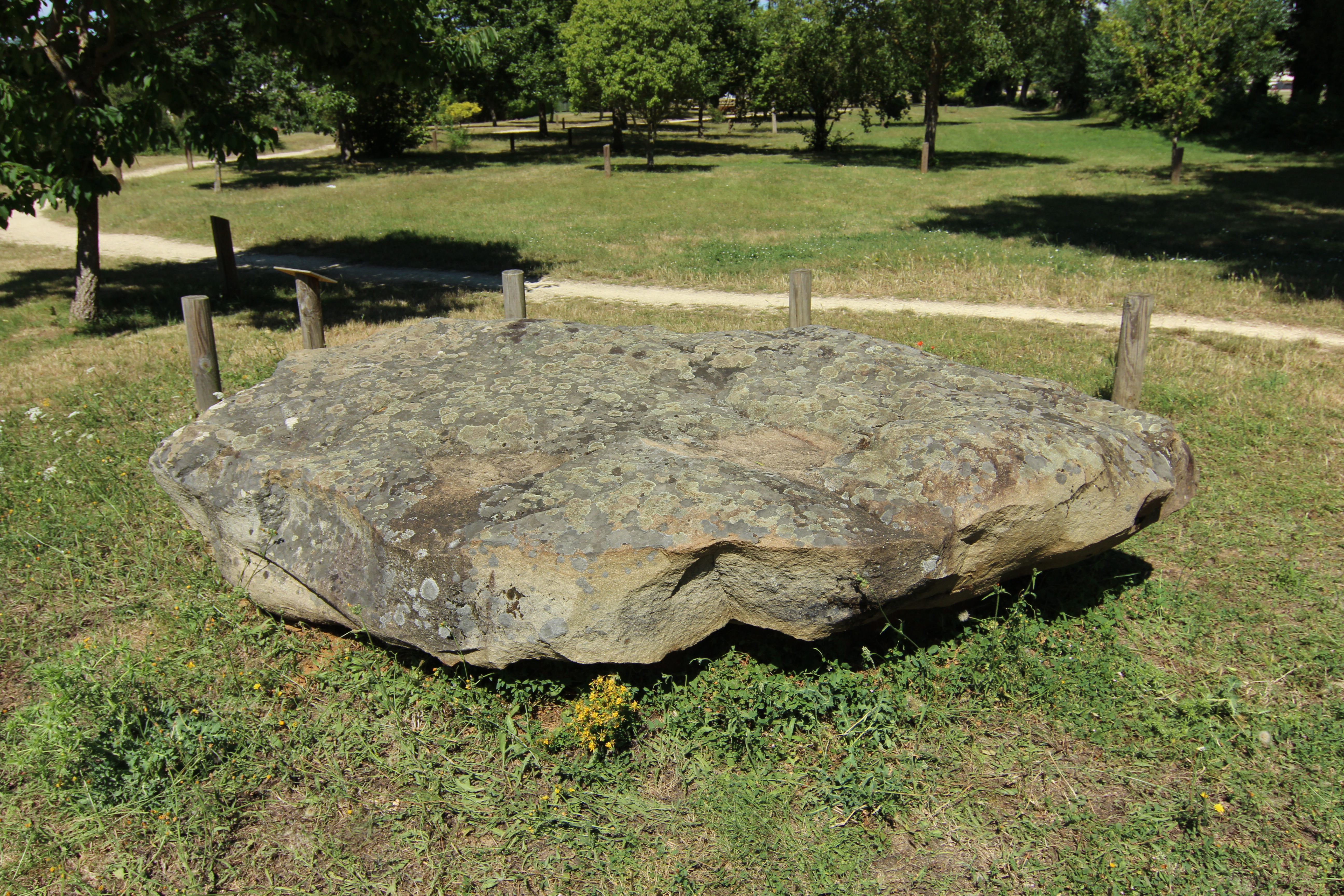
Menhir-Polissoir von Souhé

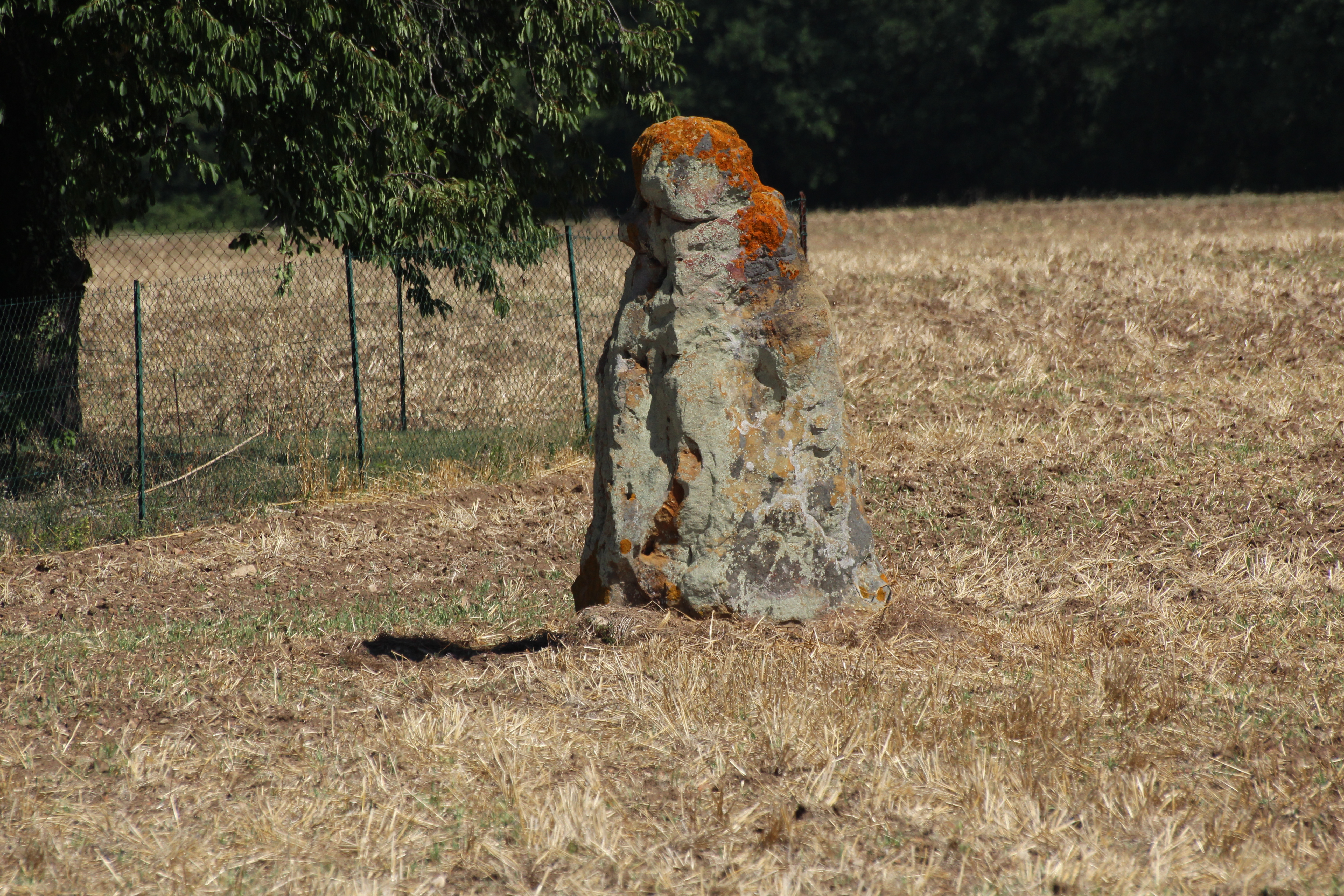
Menhir du Vieux-Poitiers

Der Menhir-Polissoir von Souhé (auch Pierre Levée genannt) ist ein 1965 entdeckter, heute im Stadtpark von Naintré südwestlich von Châtellerault im Département Vienne in Frankreich liegender Menhir. Er wurde zunächst auf dem Parkplatz eines Restaurants am Rande der Route nationale 10 abgelegt, bevor er an seinen derzeitigen Standort kam.
Der Megalith besteht aus einer 3,2 m langen und 1,6 m breiten Sandsteinplatte mit einer Dicke von 0,4 bis 0,6 m. Der zuerst als Wetzstein (Polissoir) verwendete und später aufgestellte Stein hat drei Wetzrillen  mit Längen von 0,21 bis 0,47 m, bei Breiten von 7 bis 12 cm und sieben Polierbecher mit Tiefen von 1 bis 4 cm.
Zu einem unbestimmten Zeitpunkt wurde die Platte am Ufer des Clain, etwa 220 m vom heutigen Flussbett entfernt, symmetrisch zum 1892 unter Schutz gestellten Menhir du Vieux-Poitiers aufgerichtet. Als der Stein 1965 von René Fritsch gemeldet wurde, war die Platte bis auf eine Höhe von 0,7 m im Boden versunken und in einem Winkel von 45° nach Nordwesten geneigt. 
Der Megalith wurde 1989 unter Denkmalschutz gestellt.